# Morte a Breslavia
Morte a Breslavia (titolo originale Śmierć w Breslau) è un romanzo poliziesco del 1999 dello scrittore e filologo polacco Marek Krajewski.

## Trama
Breslavia, la notte del 13 maggio 1933. Su una carrozza del treno Berlino-Breslavia è stato compiuto un triplice omicidio: la giovane baronessa Marietta von der Malten è stata uccisa in modo brutale assieme alla sua governante Françoise Debroux ed al capotreno. Sulla parete della carrozza sono state lasciati dei segni incomprensibili, scritti col sangue delle vittime, mentre sui corpi si aggirano alcuni scorpioni.
Si occupa del caso molto delicato il commissario della polizia di Breslavia, Eberhard Mock, che nel corso delle sue indagini deve anche fare attenzione al crescente potere assunto in tutti i ruoli chiave dagli uomini del partito nazista. Il commissario è affiancato suo malgrado da Max Forstner, arrivato alla sezione criminale grazie al supporto del nuovo capo della polizia, l'obergruppenführer Edmund Heines delle SA.
Tornato a casa Mock non riesce a prendere sonno, tormentato da un'immagine che lo riporta alla sua giovinezza, quando, durante un soggiorno in campagna presso Trebnitz, vide sull'altra sponda del fiume alcune ragazze mentre tormentavano una bambina storpia. Anche Marietta era zoppa ed Eberhard la conosceva fin da quando era piccola.

## Edizioni
- Marek Krajewski, Morte a Breslavia, traduzione di Valentina Parisi, collana Stile Libero - Big, Mondadori, 2007, ISBN 978-88-06-18869-6.